# Colonelganj
Colonelganj là một thành phố và là nơi đặt ban đô thị (municipal board) của quận Gonda thuộc bang Uttar Pradesh, Ấn Độ.

## Địa lý
Colonelganj có vị trí 27°08′B 81°42′Đ / 27,13°B 81,7°Đ Nó có độ cao trung bình là 119 mét (390 feet).

## Nhân khẩu
Theo điều tra dân số năm 2001 của Ấn Độ, Colonelganj có dân số 24.163 người. Phái nam chiếm 53% tổng số dân và phái nữ chiếm 47%. Colonelganj có tỷ lệ 48% biết đọc biết viết, thấp hơn tỷ lệ trung bình toàn quốc là 59,5%: tỷ lệ cho phái nam là 53%, và tỷ lệ cho phái nữ là 42%. Tại Colonelganj, 17% dân số nhỏ hơn 6 tuổi.